# F*
F * (произносится как F star) — функциональный язык программирования, основанный на ML и ориентированный на формальную верификацию разрабатываемых на нём программ.
Его система типов включает в себя зависимые типы, монадические эффекты и типы-уточнения. Этих выразительных средств достаточно, чтобы задавать точные спецификации для программ, включая описания функциональной корректности и свойств безопасности. Механизм проверки типов в F* позволяет доказывать, что программы соответствуют их спецификациям. Это делается с использованием комбинации SMT-решателя и ручных доказательств. Программы, написанные на F*, могут быть странслированы в OCaml, F# и C для дальнейшей компиляции и выполнения. Предыдущие версии F* также можно было транслировать в JavaScript.
Последняя версия F* написана полностью на общем подмножестве F* и F# и может быть запущена как с использованием OCaml, так и с использованием F#. Исходный код языка открыт под лицензией Apache 2.0 и активно разрабатывается на GitHub.